# Rönsahl
Die Ortschaft Rönsahl ist ein ländlich geprägter Stadtteil von Kierspe im Märkischen Kreis in Nordrhein-Westfalen. Bis 1968 bildete Rönsahl eine Gemeinde im damaligen Landkreis Altena.

## Geographie
Die Ortschaft Rönsahl liegt geographisch in den Bergischen Hochflächen. Das Dorf Rönsahl liegt etwa fünf Kilometer westlich der Kiersper Kernstadt. Zur Ortschaft Rönsahl gehören außer dem namensgebenden Dorf auch die kleinen Ansiedlungen Becke, Bürhausen, Dörscheln, Glietenberg, Haarbecke, Haarhausen, Meienborn, Mittelheukelbach, Nott, Oberheukelbach, Rönsahler Löh, Rönsahler Wöste und Ufer. Im Norden grenzt die Ortschaft an den Stausee der Kerspetalsperre. Bis 1815 bildete der südöstliche Grenzpunkt in der Nähe der Hofstelle Dorn das Dreiländereck mit der Grafschaft Gimborn und dem Herzogtum Berg.

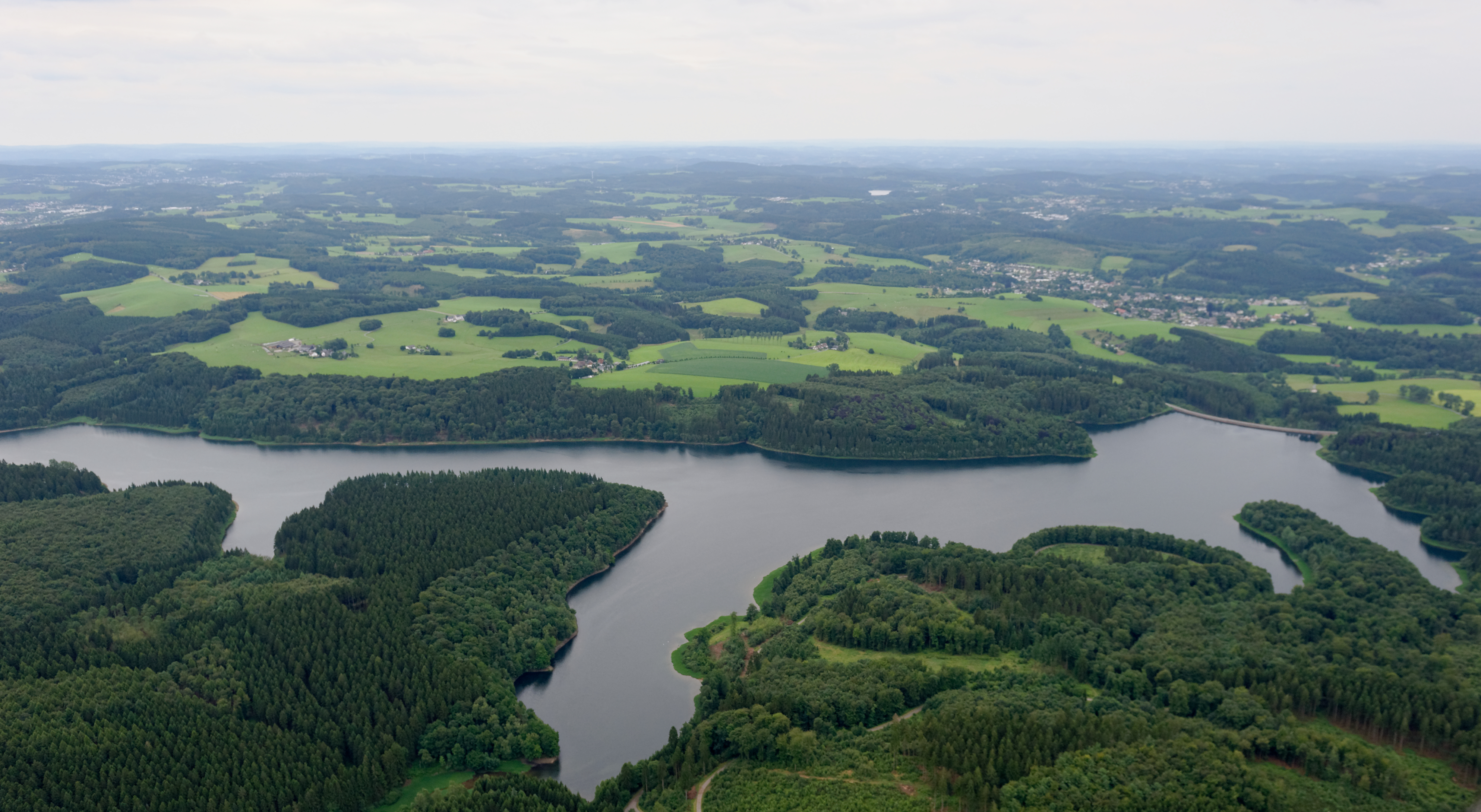
Die Kerspetalsperre (15 Mill. m³ Trinkwasser)

## Geschichte
Das 1395 erstmals urkundlich erwähnte Rönsahl gehörte ursprünglich zum Amt Altena der Grafschaft Mark und seit 1817 zum Kreis Altena in der preußischen Provinz Westfalen. Von 1565 bis 1753 bestand in Rönsahl ein Gericht. Später wurde Rönsahl ein bedeutender Standort der Pulverfabrikation.
Am 1. Januar 1969 wurde die Gemeinde durch das Gesetz zur Neugliederung des Landkreises Altena und der kreisfreien Stadt Lüdenscheid in die Stadt Kierspe eingegliedert. Durch das Köln-Gesetz kam am 1. Januar 1975 der bis dahin oberbergische Ort Meienborn zu Rönsahl. Im Gegenzug wechselten einige Rönsahler Gebietsteile in die oberbergische Gemeinde Marienheide.

### Wappen
| Wappen der ehemaligen Gemeinde Rönsahl, Kreis Altena | Blasonierung: „Geteilt von Gold (Gelb) und Silber (Weiß) durch einen erniedrigten dreireihigen von Rot und Silber (Weiß) geschachten Balken, wachsend die Halbfigur eines hl. Bischofs in blauem Ornat, silbernem (weißem) Nimbus, Pallium und Ärmeln; in der Rechten einen aufrechten (weißen) silbernen Schlüssel, in der Linken ein rotes, golden (gelb) verziertes Buch haltend.“ |
| Wappen der ehemaligen Gemeinde Rönsahl, Kreis Altena | Wappenbegründung: Das Wappen wurde am 17. Oktober 1935 vom Oberpräsidenten der Provinz Westfalen genehmigt. Der Schachbalken entstammt dem Wappen der Grafschaft Mark, der Löwe dem Wappen des Herzogtums Berg, frühere Landesherren über das Gemeindegebiet. Der hl. Servatius ist Schutzpatron der Gemeinde.                                                                        |

## Einwohnerentwicklung
| Jahr | Einwohner | Quelle |
| ---- | --------- | ------ |
| 1832 | 749       | [ 6 ]  |
| 1871 | 850       | [ 7 ]  |
| 1885 | 794       | [ 2 ]  |
| 1910 | 755       | [ 8 ]  |
| 1925 | 702       | [ 9 ]  |
| 1939 | 923       | [ 9 ]  |
| 1950 | 1221      | [ 10 ] |

## Baudenkmäler

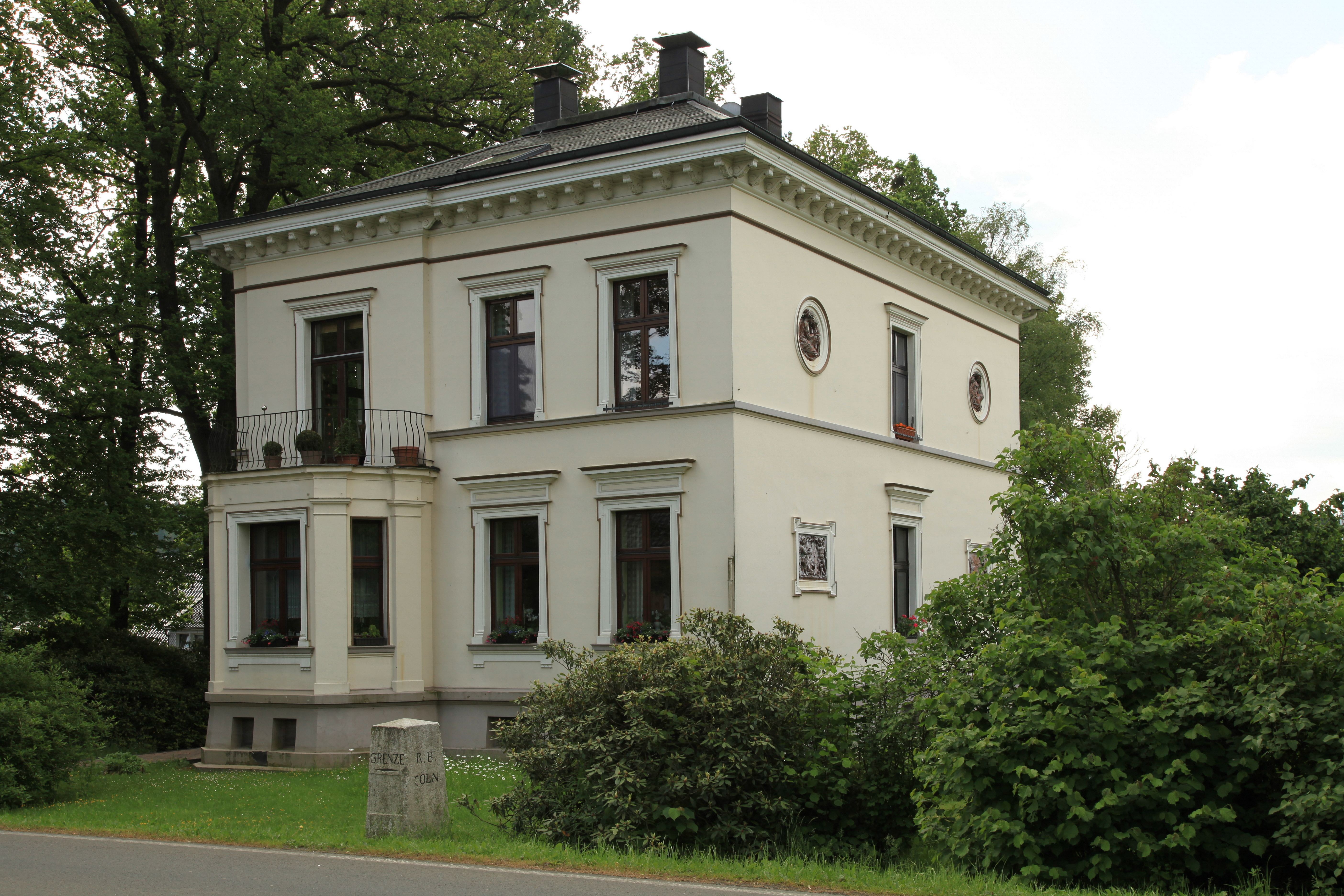
Hauptstraße 10 mit hist. Grenzstein zwischen Westfalen und Rheinland

Im Verhältnis zur Ortsgröße sind erstaunlich zahlreiche Baudenkmäler in Rönsahl vorhanden:

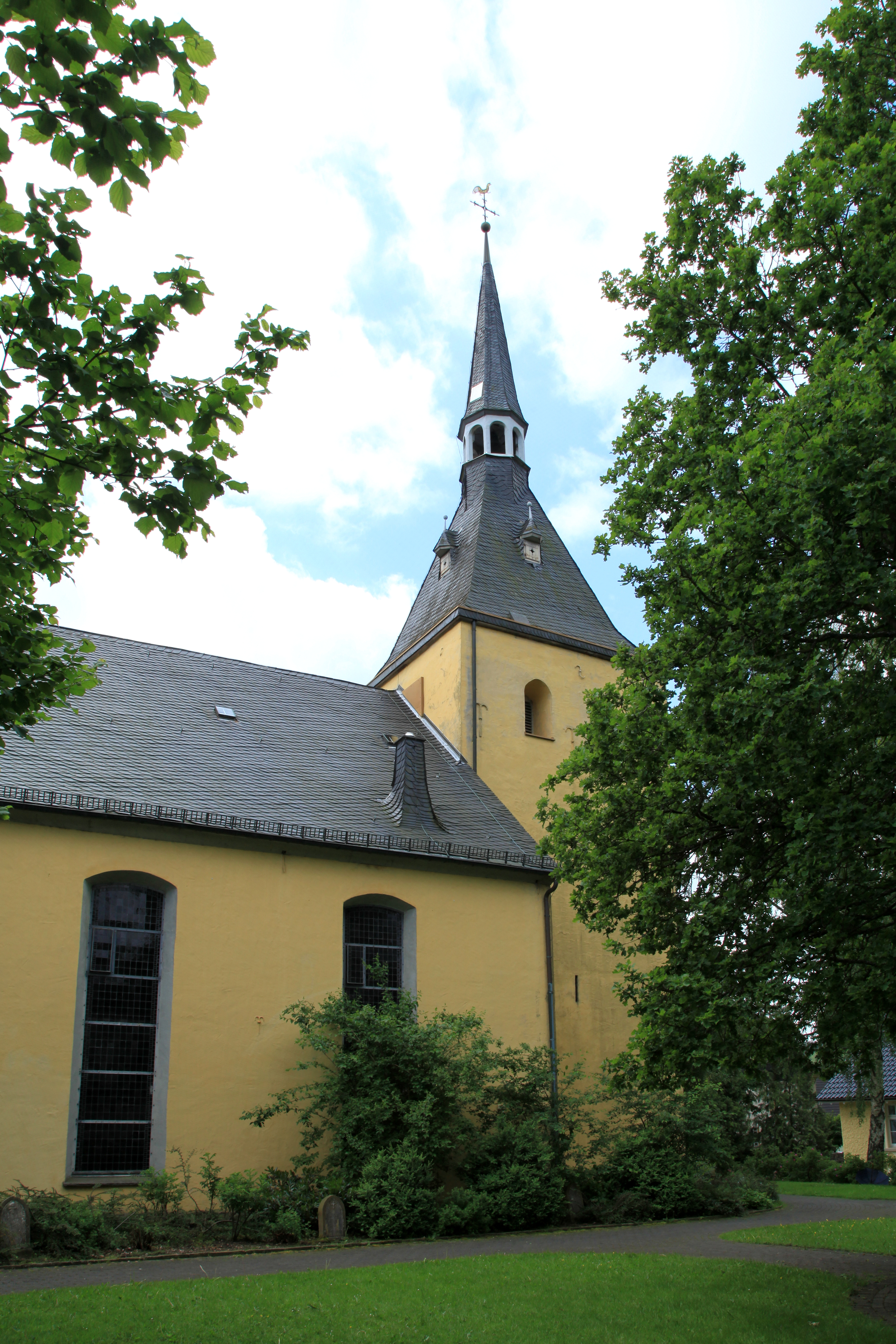
Servatiuskirche
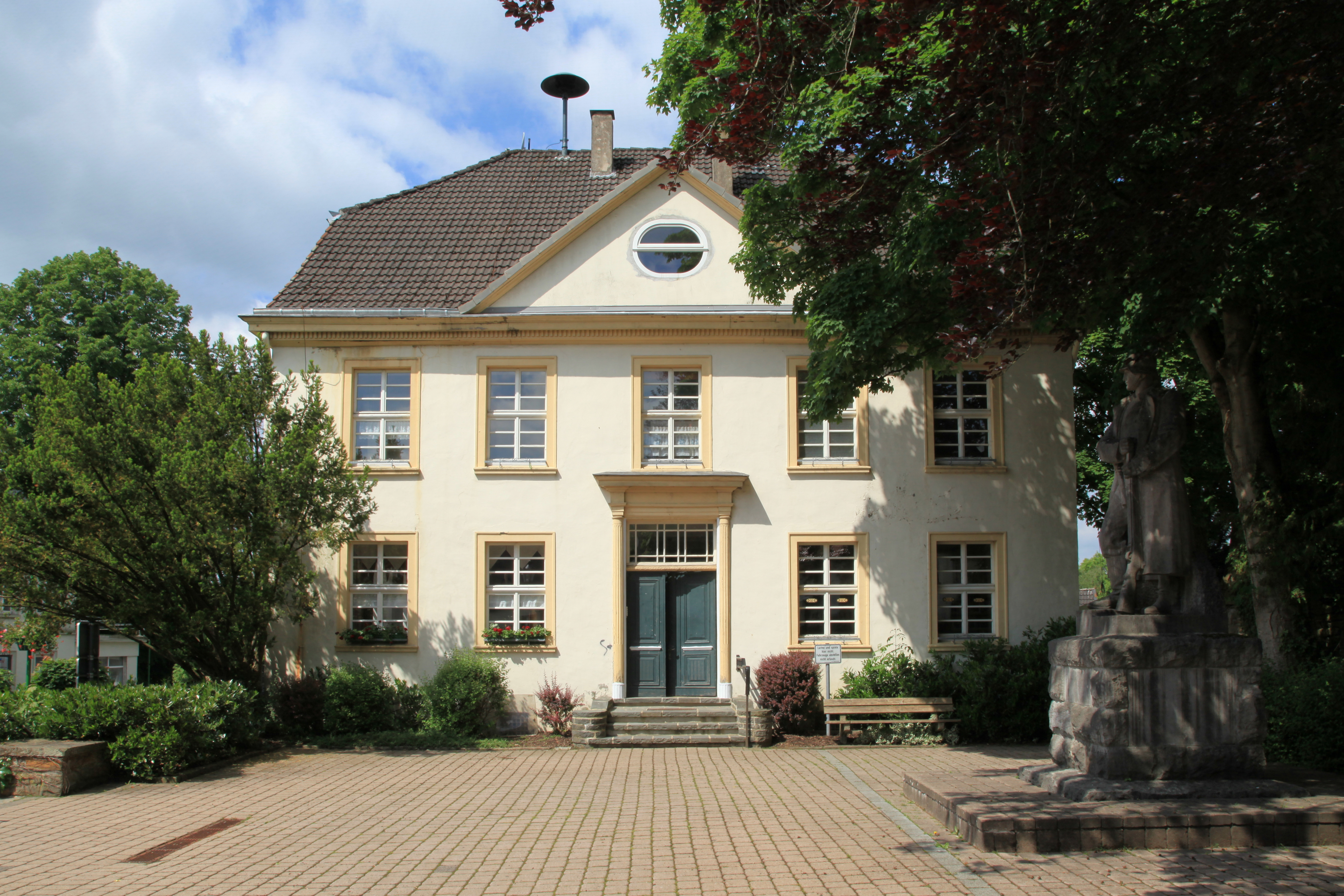
Amtshaus (1805) und "Alte Post" Hauptstraße 55
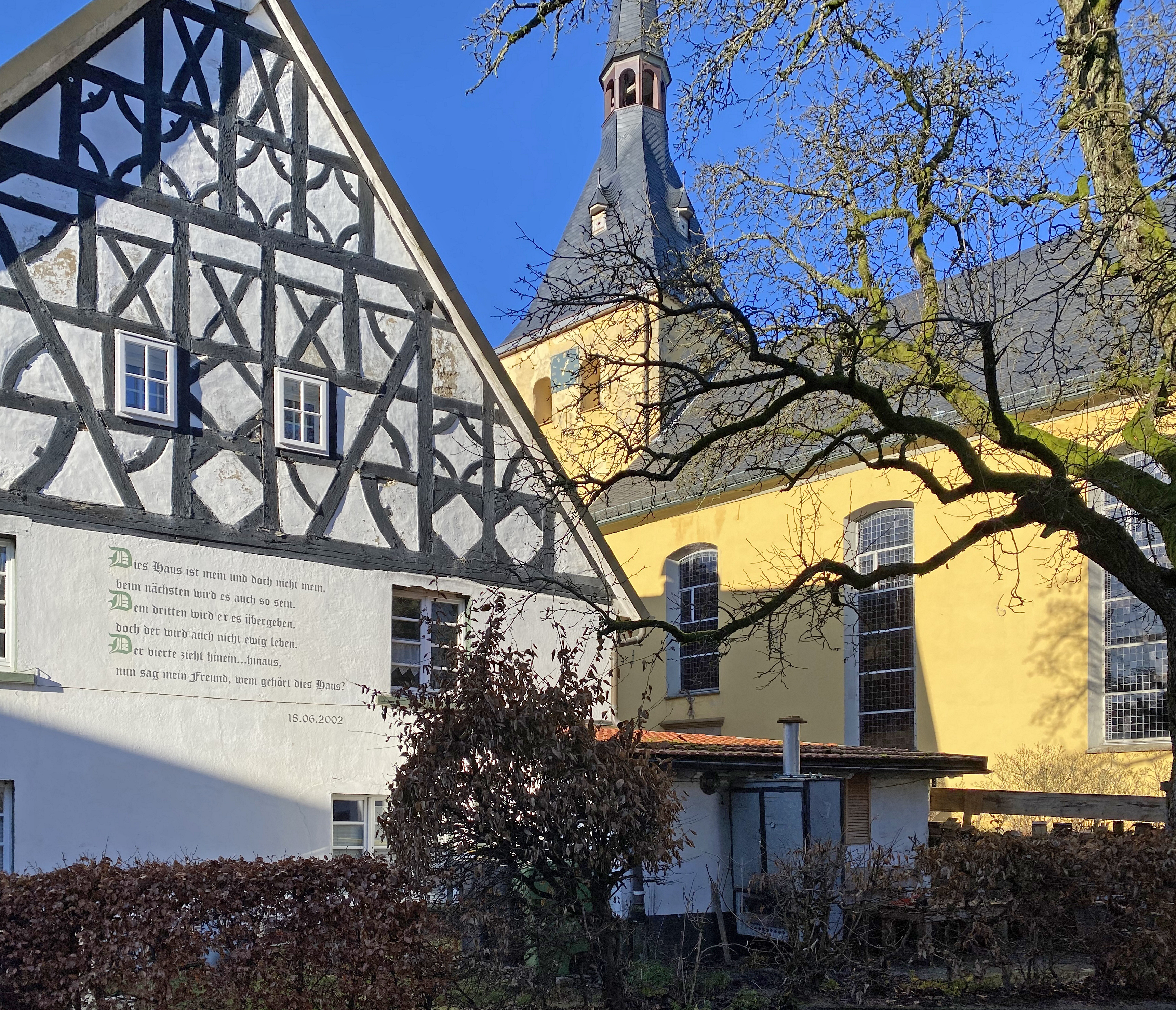
Kirchstraße 3 und Servatiuskirche
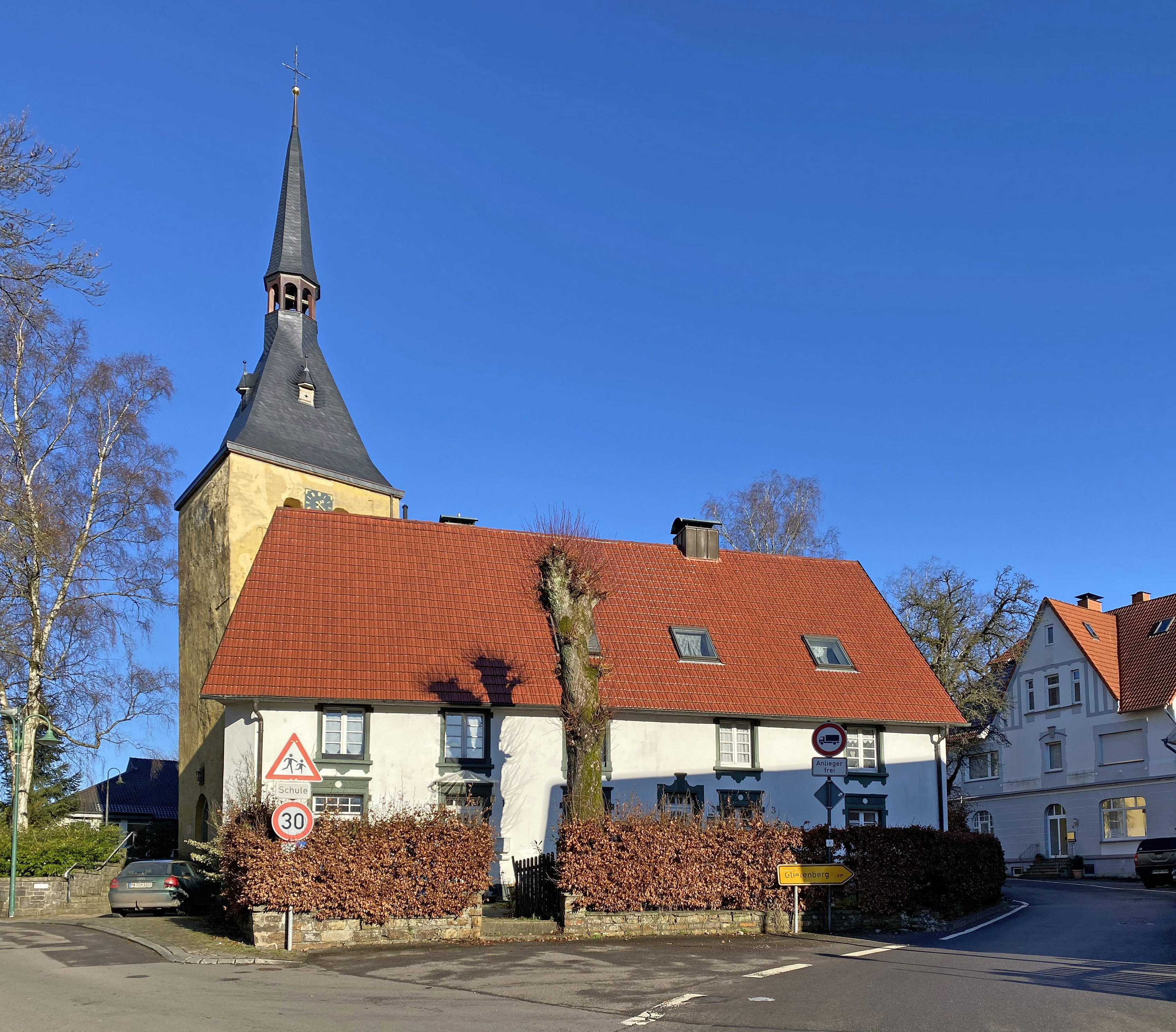
Kirchstraße 1–3
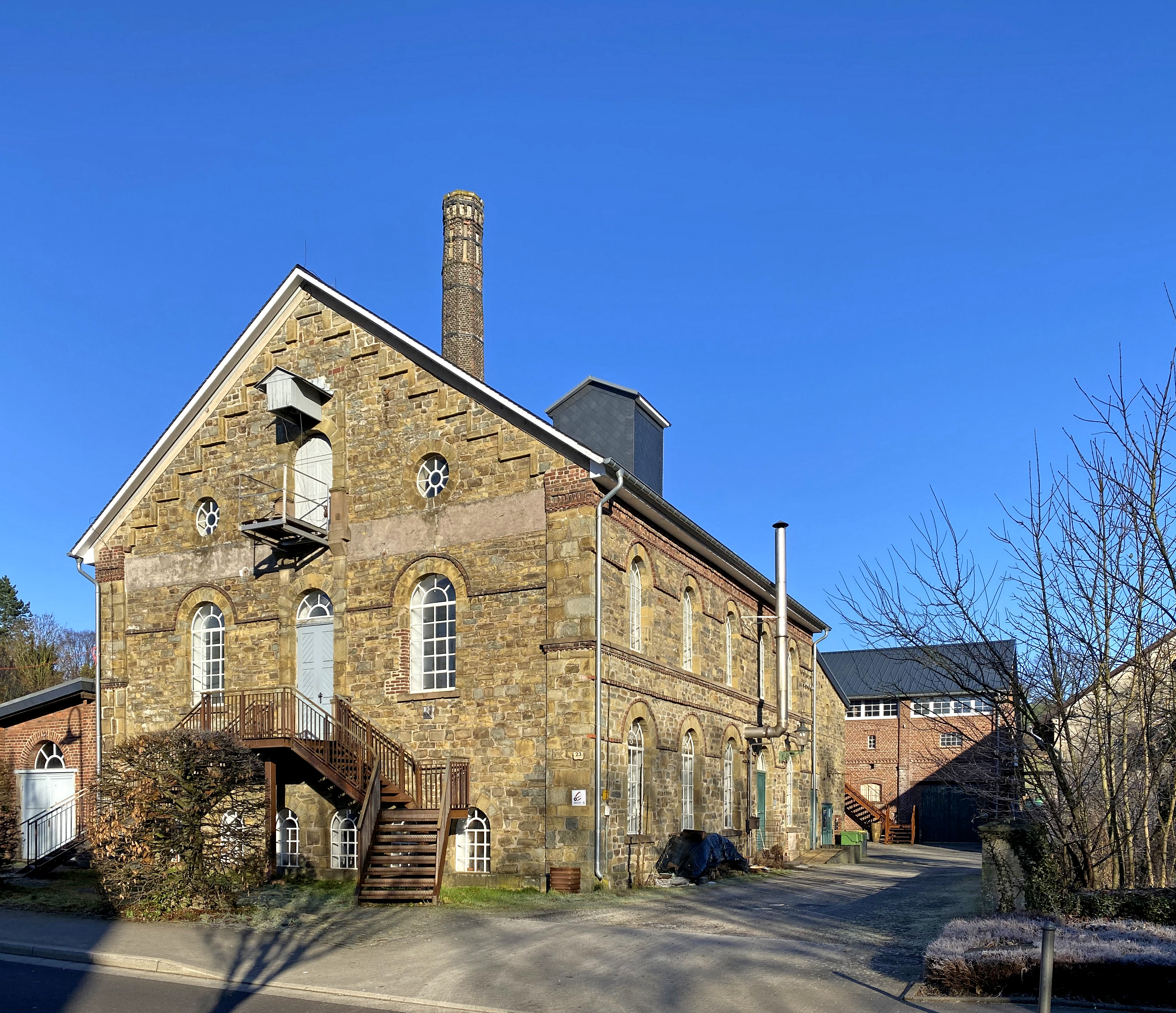
Historische Brennerei Rönsahl Hauptstraße 23
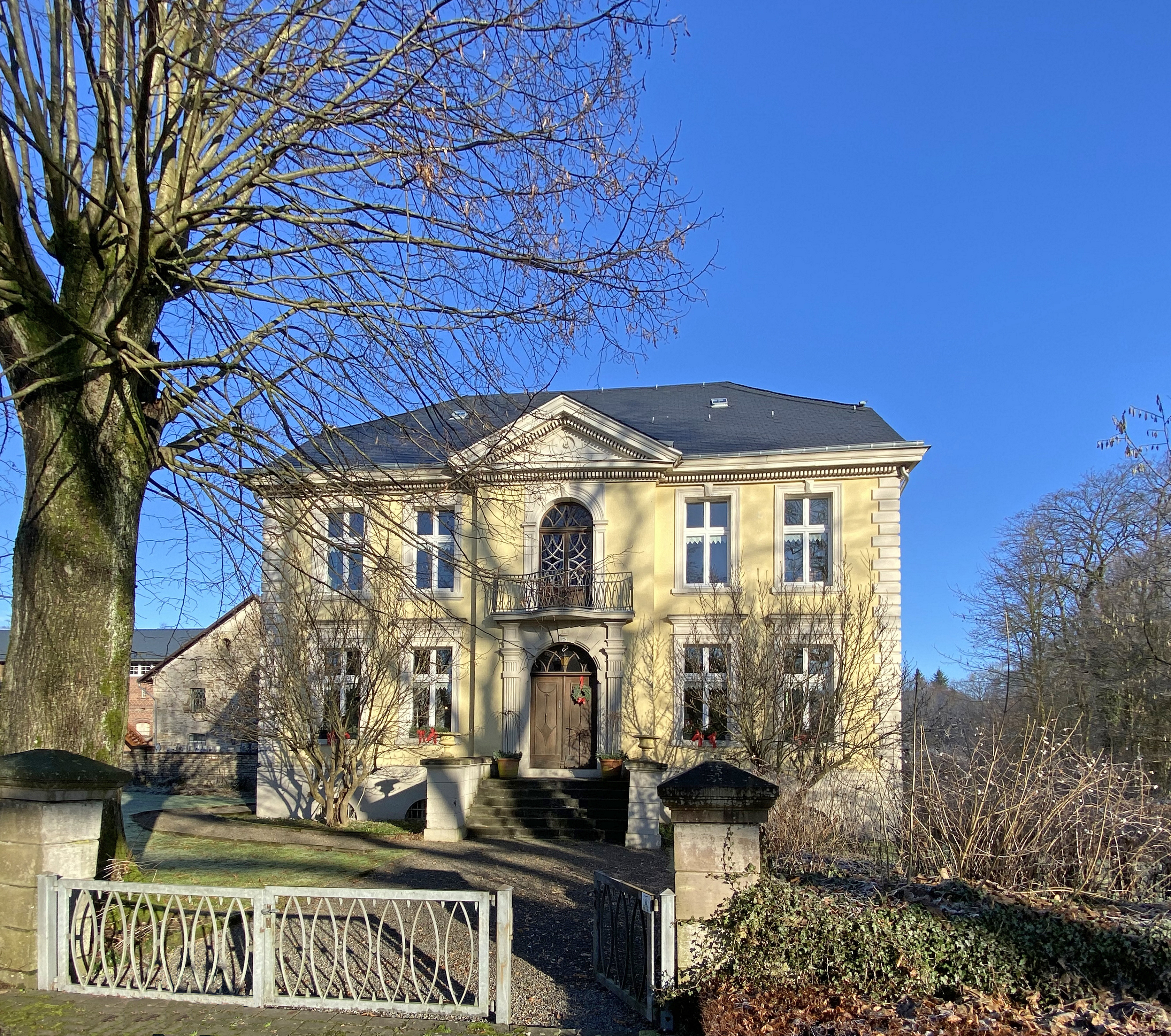
Fabrikanten-Villa Hauptstraße 25
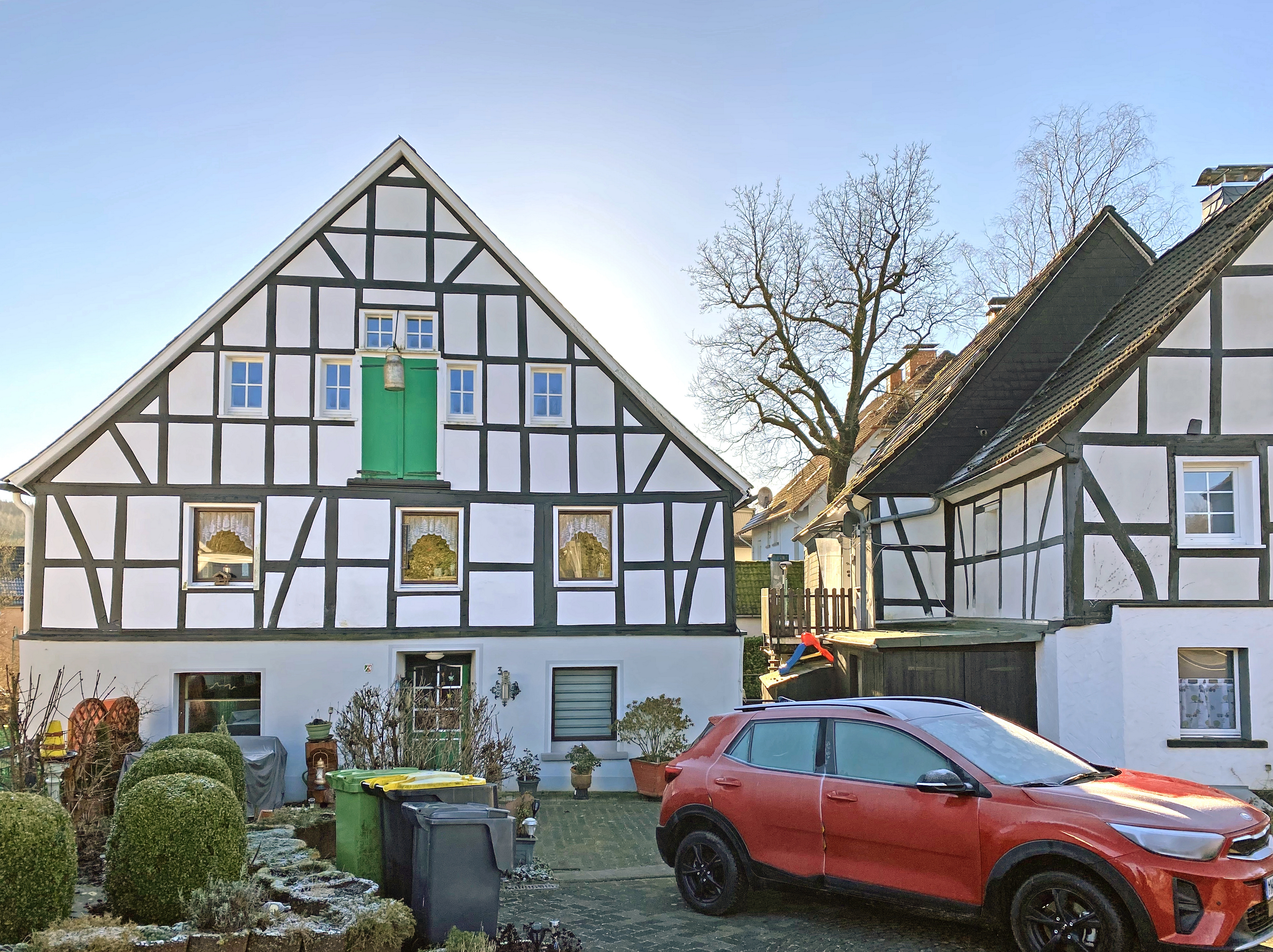
Hohler Weg 3
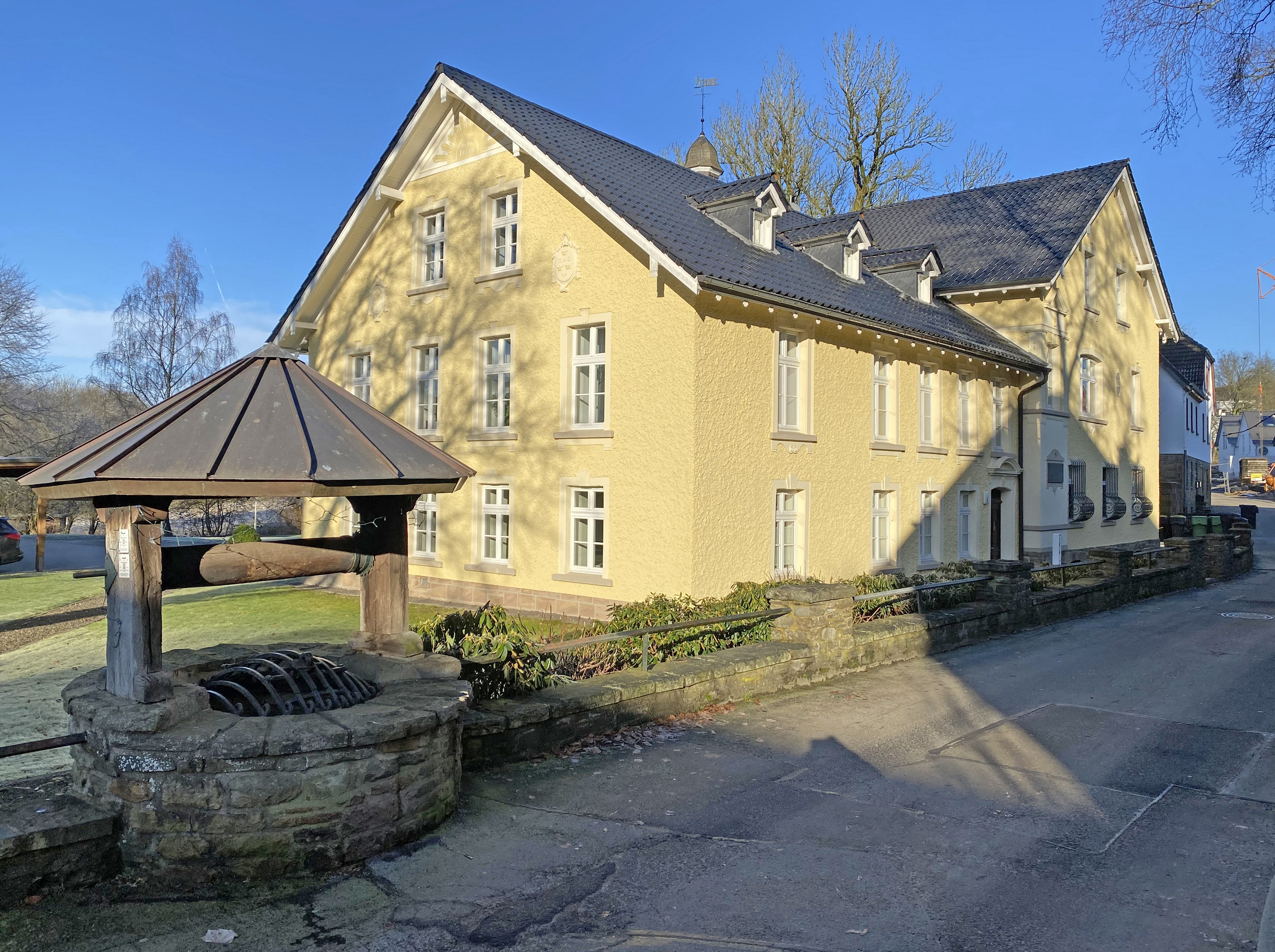
Gutshof Vor dem Isern 1 mit Dorf-Brunnen
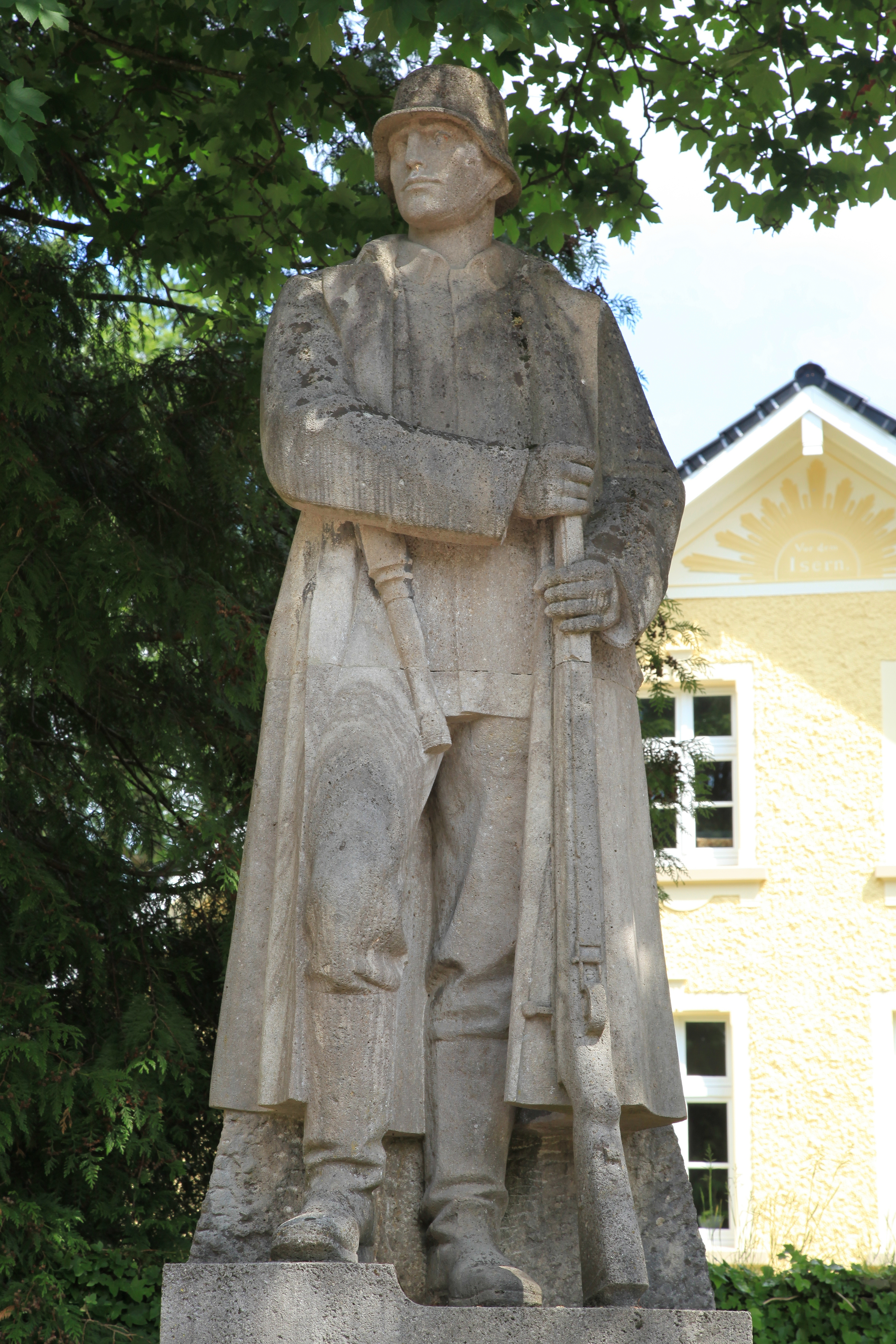
Ehrenmal Rönsahl
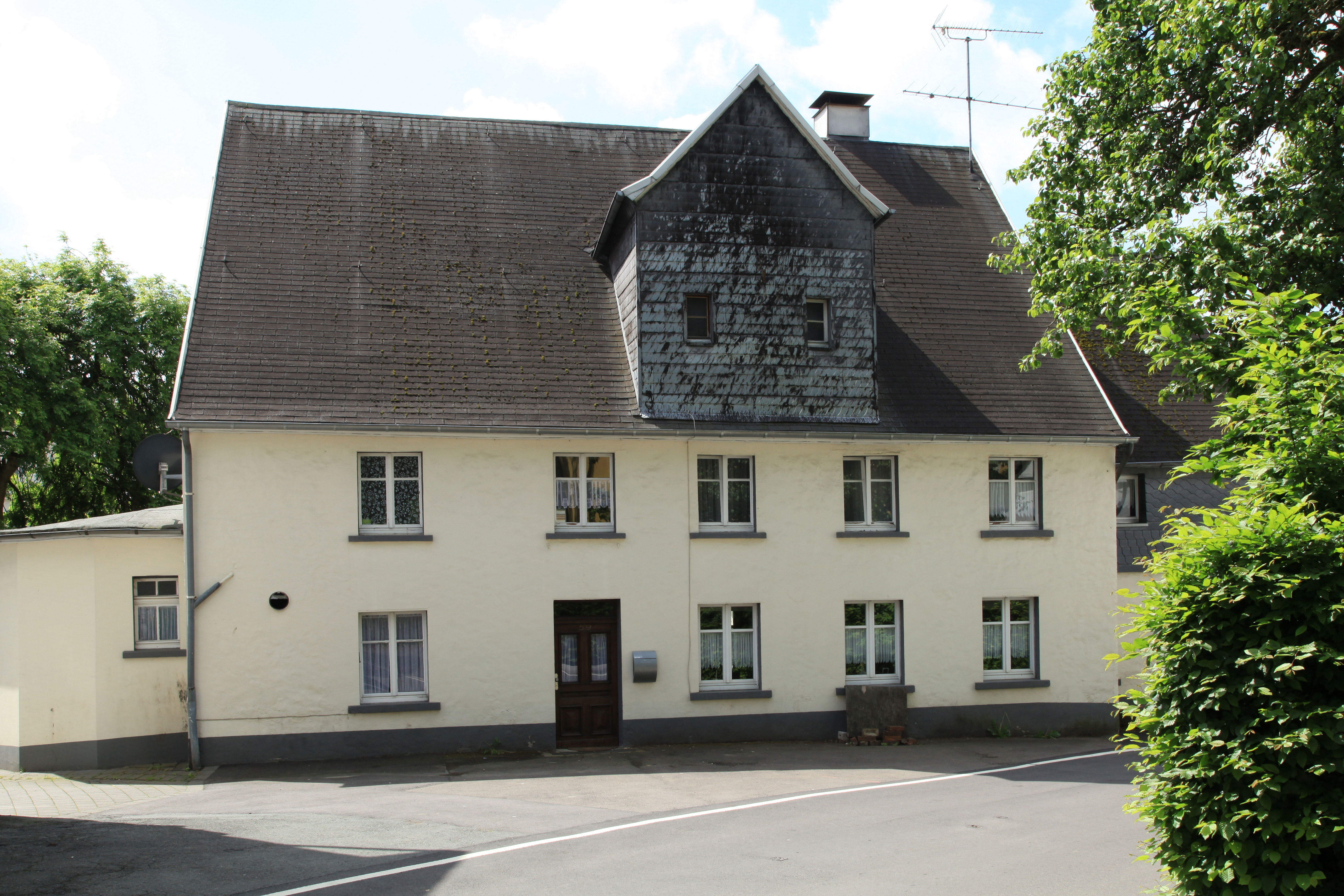
Bürgerhaus Hauptstraße 59
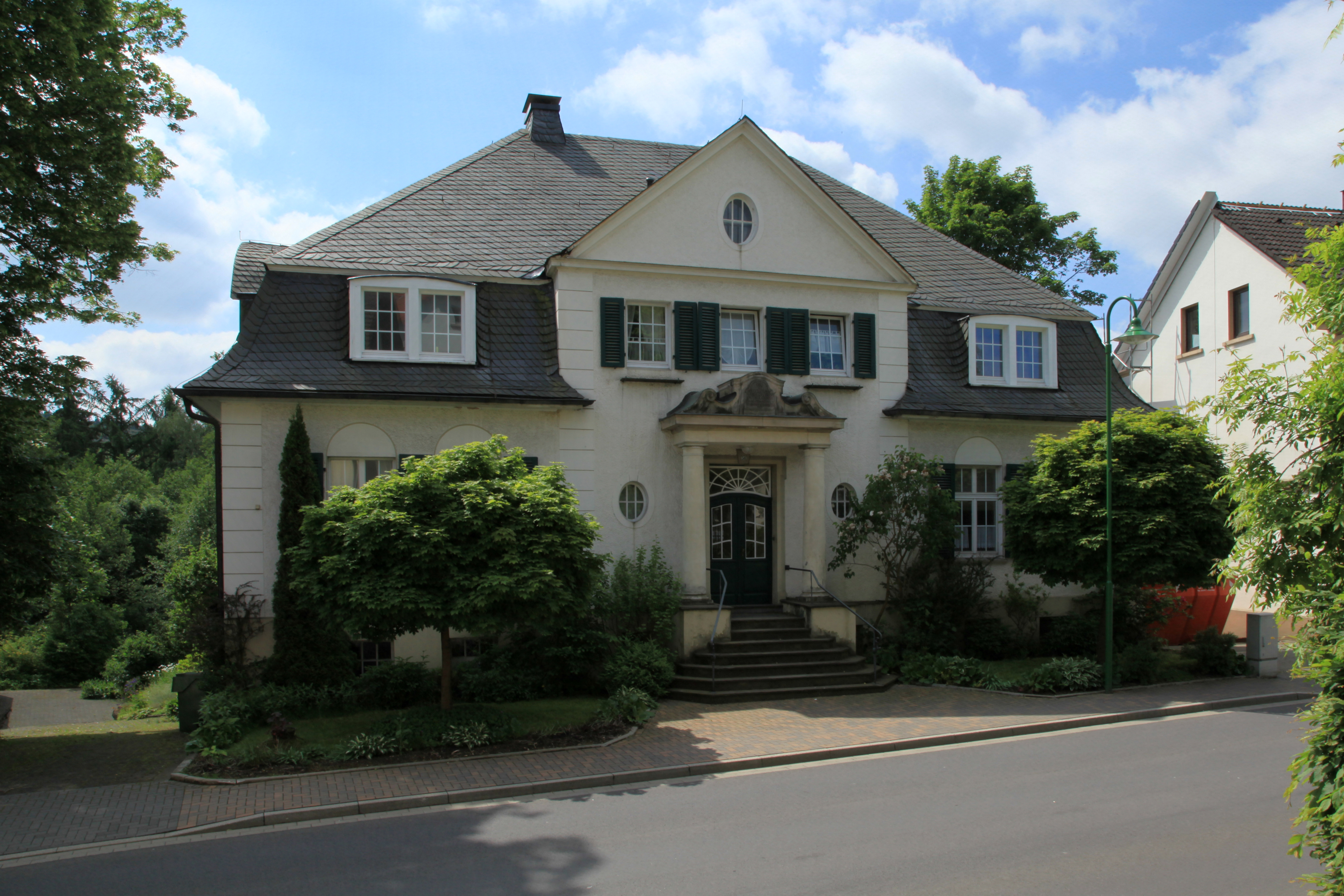
Ehem. Pfarrhaus Hauptstraße 58
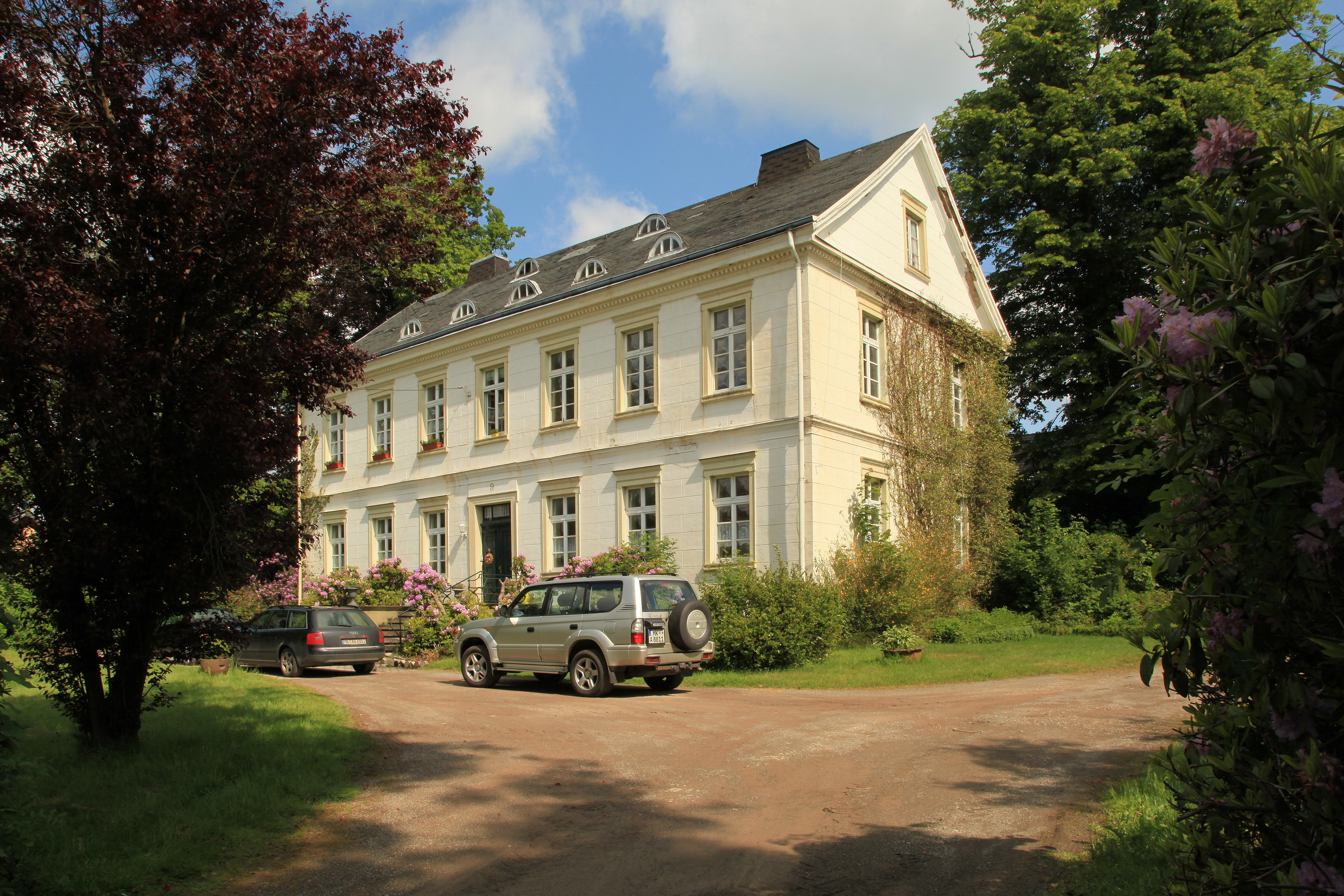
Bürgerhaus Hauptstraße 9

## Sport
Der lokale Sportverein ist der TSV Rönsahl 1886.

## Verkehr
Rönsahl liegt an der Bundesstraße 237, die von Kierspe nach Remscheid führt, und ist durch eine Buslinie der Märkischen Verkehrsgesellschaft mit der Kernstadt Kierspe verbunden. Außerdem besteht eine Busverbindung der Oberbergischen Verkehrsgesellschaft nach Wipperfürth.